# ゾンビキーパー
『ゾンビキーパー』は、原作：稲船敬二、作画：竹谷州史による日本の漫画作品。原作者の稲船が漫画の原案をいくつか提案したことが連載のきっかけになっている。また漫画にするにあたって、作画の竹谷がアイデアを盛り込んだり、キャラクターをアレンジするなどの変更も加えている。キャッチコピーは『パンデミックの「その後」を描く、純愛×お仕事ストーリー！』。

## 作品概要
ゾンビを題材としながらも、文明とゾンビが共存の道を歩んでいる社会を舞台とし、主人公の魚回マモルと、就職先となったゾンビ派遣会社、「ゾンビキーパー」での出来事を描いている。基本的には単体で完結するエピソードと、複数回にわたるエピソードで構成されており、時事ネタや社会風刺ネタ、ブラックジョークなども時折入れられている。時々エピソードの最後に、後のエピソードの伏線となるシーンが挿入されることもある。

## あらすじ
新型コロナウイルスの代わりに、「感染性急性屍行症」と呼ばれる人々がゾンビ化するウイルスが蔓延した世界。
一時はゾンビが大量発生し、世界は終焉したかのように思えたが、「Zワクチン」と呼ばれる抗生物質（ワクチン）と、ゾンビを制御可能になる技術が開発されたことから2年でパンデミックは終息。世間は一気に日常を取り戻すこととなる。人道的な理由からゾンビを殺害できなくなったことや、制御技術の登場により安価な労働力としてゾンビが登用され、一部の人間たちの間では雇用が奪われることへの懸念から、ゾンビに対する反対意識が高まっていた。
ゾンビ発生から5年後、若者が就職難にあえぐ中、主人公、魚回マモルは母親の経営する、違法なゾンビ風俗でゾンビの世話をすることで生活していた。ある日、マモルは渋谷で幼馴染の女性、蒲音ほのかと小学生の時以来の再会を果たす。再開を喜び合う二人だったが、翌朝、母親の運営する違法風俗店に入荷されていたゾンビの中に紛れ、ゾンビと化したほのかが入荷される。
悲しみと絶望に暮れるマモルは、必ずほのかをゾンビから人間に戻すと心に決めるが、その直後、違法なゾンビを摘発する業務を行っていたサーシャとネネに母親の風俗店が摘発され、ガサ入れを受ける。しかし、サーシャ達からゾンビの修復と扱いの手腕を買われたマモルは、免責と引き換えに、ゾンビ派遣会社「ゾンビキーパー」の社員となり、様々な現場に向かうこととなる。

## 登場人物
魚回 マモル（うおかい マモル）
本作の主人公。19歳。基本的に身内や同年代以外に対しては、「っス」という語尾の砕けた敬語で話す。母親の違法風俗店で5年間ゾンビの世話や修復を行っていたが、サーシャ達に母親もろとも摘発される。しかし、その修復の腕を見込まれたサーシャに免責と引き換えにゾンビキーパーで働くこととなる。ゾンビとなったほのかに並々ならぬ愛情を注いで守っているが、そのことをサーシャやネネにからかわれることも。純粋故に物事を鵜呑みにする傾向があり、ゾンビと化したほのかを人間に戻すために怪しいオカルト商品に手を出したこともあった。
蒲音 ほのか（かばね ほのか）
マモルの幼馴染。大学に通っていたが、マモルとの再会の翌日にゾンビとなってマモルの母の違法風俗店に搬入される。ゾンビになった後もわずかに意思が残っており、自発的にマモルを守ろうとしたり、通常のゾンビでは行わない睡眠を行っていた。また僅かながら喋ることもできる。そのためサーシャから珍しがられ、特別に安置しておくことを認められる。
権藤 サーシャ（こんどう サーシャ）
ゾンビキーパーの社員。作中冒頭では違法なゾンビを就労させている職場を摘発する仕事を行っており、これをきっかけにマモルはゾンビキーパーの社員として働くことになる。荒っぽい口調だが、時折冗談や軽口を叩くこともある。
ネネ
ゾンビキーパーの社員。サーシャと共同で違法なゾンビを摘発していたが、マモルのゾンビの扱いの上手さや修繕技術を評価した。
冷泉キリコ（れいぜん キリコ）
ゾンビキーパーの社長。人の名前を中々覚えられないが、気に入った人物や一目置いている人物の名前はきちんと憶えている。
篠宮 役人（しのみや やくと）
警視庁屍体課班の刑事。キリコに中々名前を覚えてもらえず、当初はすぐに名前を覚えてもらえたマモルを妬んでいたが、その後の現場で打ち解ける。以後ゾンビの発生現場に度々駆けつけている。
平良 譲二（たいら じょうじ）
ゾンビキーパーの社員だが、サーシャからは「無能」と称され、長い間海外研修という名目で海外に左遷されていた。キリコからはコネで入社したかのような発言がされている。江戸時代から続く呉服問屋の家系で、かつて存命だった父親は「財界のお偉いさん」。 母親にゾンビ推進党の参議院議員、平良るり子、その秘書で兄の平良謙一がいるが、現在はそのどちらからも良く思われていない。
レン
アイドルグループ「デザ☆キャン」の人気男性アイドル。出演したスポーツ飲料のCMが「不謹慎だ」と炎上し、事務所からの根回しでゾンビキーパーの社員として就職することになる。最初は即得な会社と業務に慣れなかったが、次第に会社に馴染んでいく。
平良 るり子（たいら るりこ）
ゾンビ推進党の参議院議員。パンデミック時には政府与党のゾンビ対策本部を担当し、作中の世界では今一番ゾンビ雇用を推進している政治家とされているが、手抜き工事で工場が倒壊したのを隠ぺいし、その跡地に「ゾンビ推進センター」を建設しようとしていることから反ゾンビ活動家からは目の敵にされている。しかし、ゾンビに理解を示しているのは表向きで、実態はゾンビのことを謙一と共に毛嫌いし見下している。
平良 謙一（たいら けんいち）
譲二の兄。工場の崩落で8人が事故死したのをゾンビのパンデミックに責任転換する事で有耶無耶にし、「ゾンビ推進センター」を建設するよう進めた張本人。譲二をゾンビキーパーに就職させたのも彼の手引きである。目的のためには手段を選ばないが、その行動の根底は「母親や家を守ること」がある。

## 作中の用語
ゾンビ
ゾンビウイルスに感染したことからウイルスを発症し、ゾンビ化した人間。作中では5年前にゾンビウイルスによるパンデミックが発生し、人類のおよそ15%がゾンビ化しているとされている。噛みつかれる以外にも感染者の飛沫などからも感染し、一時は文明の崩壊すら懸念されたが、パンデミックから2年でワクチンが完成したことや、感染時の対処法が確立されたことから自然に死ぬ以外の方法でゾンビ化する事は起こらなくなった。作中ではほぼすべての人類がこのウイルスを持っており、死ぬとゾンビ化する。
ゾンビキーパー
作中のゾンビ派遣会社。作中ではこの他にも同じような業者がいる。ゾンビの派遣はもちろんだが、発生したゾンビの回収業務や制御アンテナの装着されていない違法なゾンビの摘発も行っている
ゾンビ推進センター
「ゾンビとの共生」をテーマに作られた公共施設。従業員のほとんどはゾンビで、地域活性化の為にホールやシアター、会議室やカフェが供えられているほか、一部の行政手続きも行えるようになるとしている。